# Schmelzer Friedhof

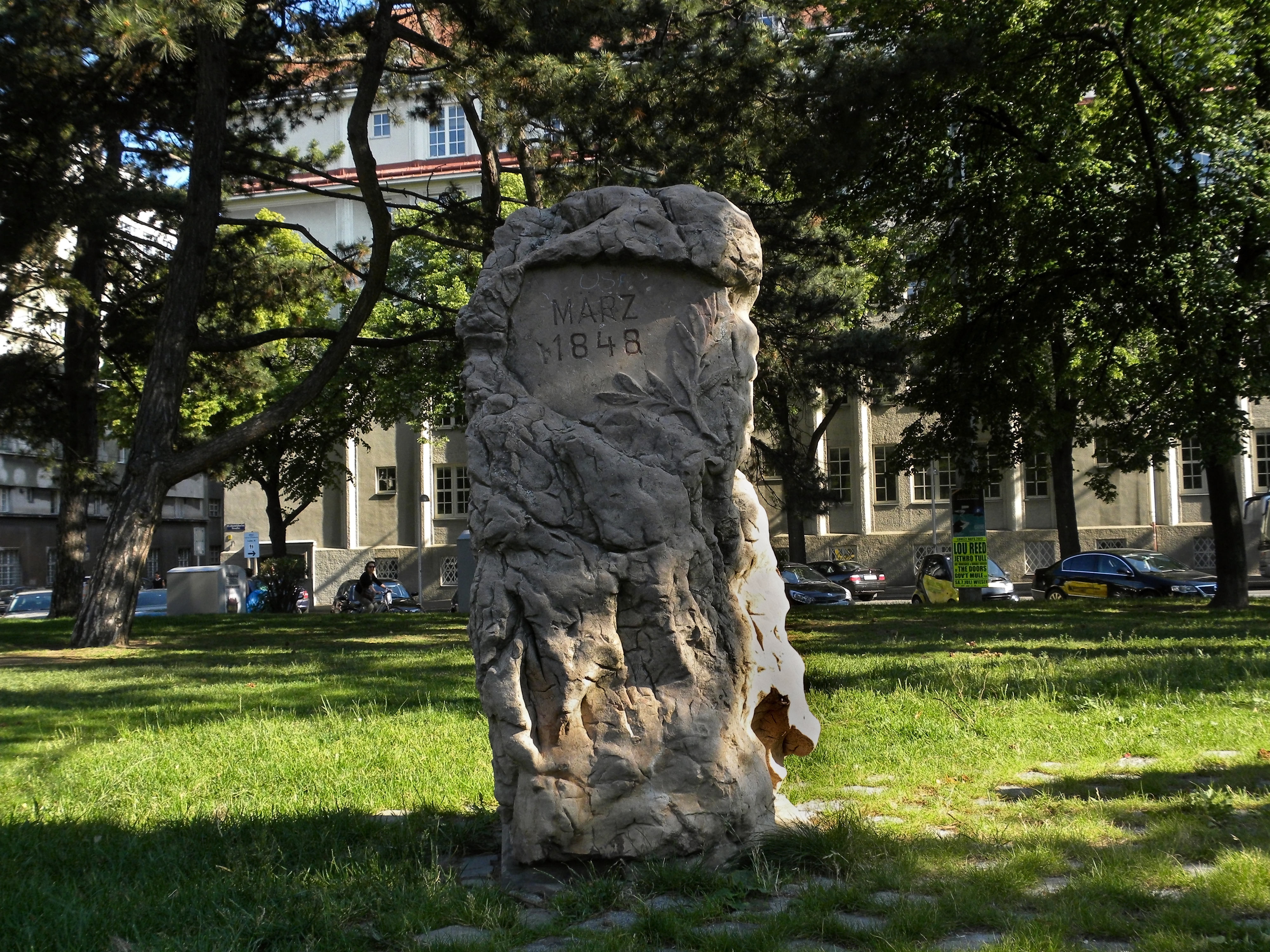
Monumento aos mortos da Revolução de Março de 1848, enterrado no Schmelzer Friedhof até 1888

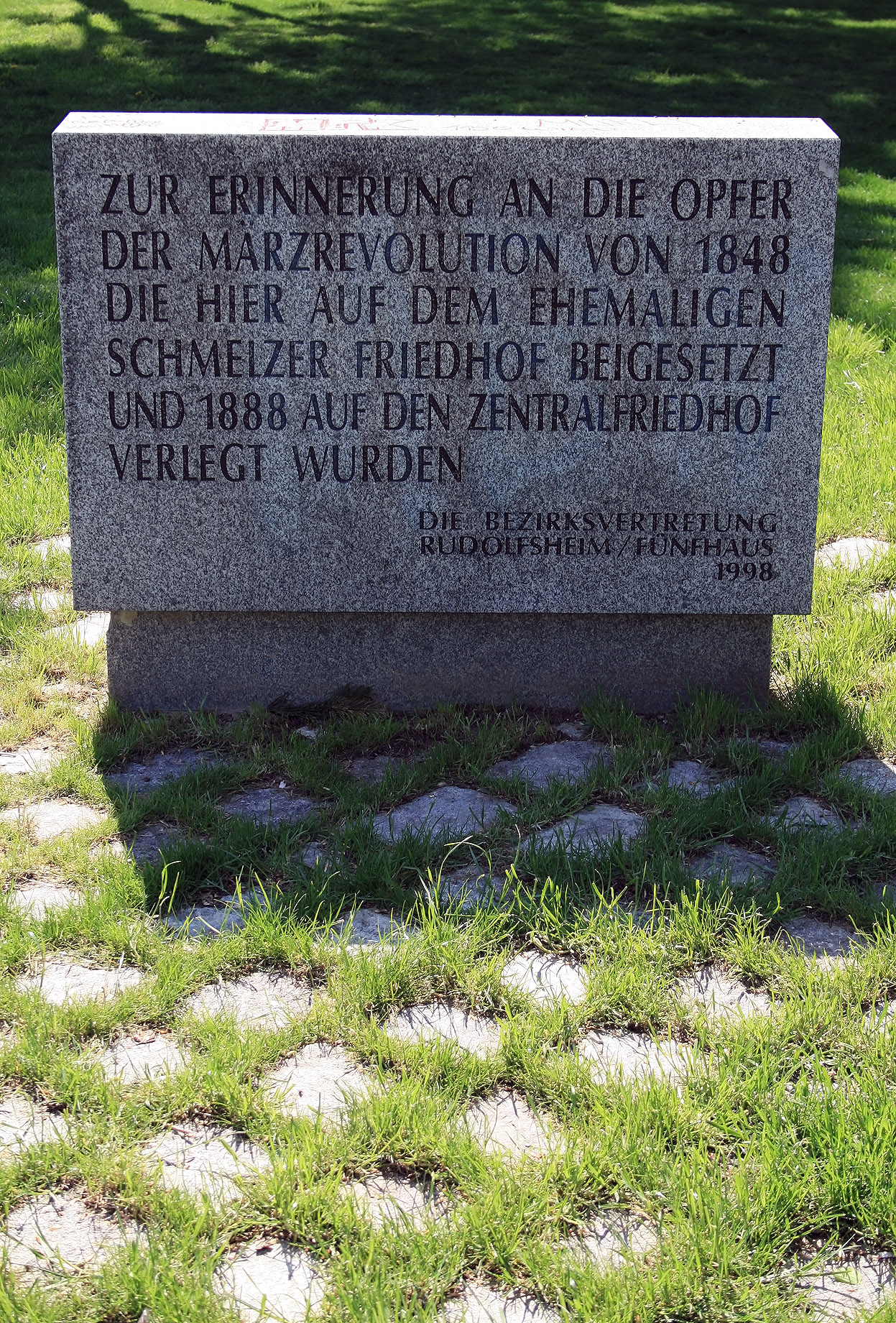
Pedra memorial dos mortos da Revolução de Março no antigo Schmelzer Friedhof, hoje Märzpark

O Schmelzer Friedhof é um cemitério em Viena. Foi criado como um substituto para os cemitérios suburbanos de Viena, que foram fechados sob o imperador José II do Sacro Império Romano-Germânico, nos arredores da Linienwall. Foi fechado em 1874 para novos sepultamentos. Desde 1892 está, com a incorporação dos subúrbios da margem esquerda da cidade, na cidade de Viena. Após a Primeira Guerra Mundial o cemitério foi abandonado. Hoje na área do cemitério estão, dentre outros, o Märzpark e a Wiener Stadthalle.

## Sepultamentos notáveis
No Schmelzer Friedhof foram sepultadas diversas pessoas de posses dos distritos vienenses de Neubau e Schottenfeld respectivamente desde 1850 dos 6. e desde 1861 do 7. distrito.
- Johann Wilhelm Klein, fundador do Bundes-Blindenerziehungsinstitut, trasladado para o Cemitério Central de Viena
- Louise von Sturmfeder, dama da corte, educadora do Kaiser Francisco José I da Áustria e do Kaiser Maximiliano do México, transladada em 1911 para o Cemitério Central de Viena
- Ignaz Bösendorfer, fabricante de pianos
- Friedrich Schnirch, engenheiro e construtor da segunda Verbindungsbahnbrücke em Viena
- Leander Russ, pintor
- Joseph Chmel, diretor da Comissão Histórica, Academia Austríaca de Ciências
- Franz Josef Dobiaschofsky, pintor
- Kaspar Karl van Beethoven, irmão de Ludwig van Beethoven
- Joseph Lange, ator
- Maximilian Weyrother, oficial de cavalaria da Escola Espanhola de Equitação
- Philipp Draexler von Carin, diretor do Obersthofmeisteramt